# Лозоватая (Кировоградская область)
Лозова́тая (укр. Лозувата) — село в Благовещенской городской общине Голованевского района Кировоградской области Украины.
До 2020 года входило в Благовещенский район
Население по переписи 2001 года составляло 1298 человек. Почтовый индекс — 26441. Телефонный код — 5259.